# Condado de New Kent
O Condado de New Kent é um dos 95 condados do estado americano de Virgínia. A sede do condado é New Kent, e sua maior cidade é New Kent. O condado possui uma área de 579 km² (dos quais 36 km² estão cobertos por água), uma população de 13 462 habitantes, e uma densidade populacional de 25 hab/km² (segundo o censo nacional de 2000). O condado foi fundado em 1654. O condado faz parte da região metropolitana de Richmond.